# Filozofie naturală

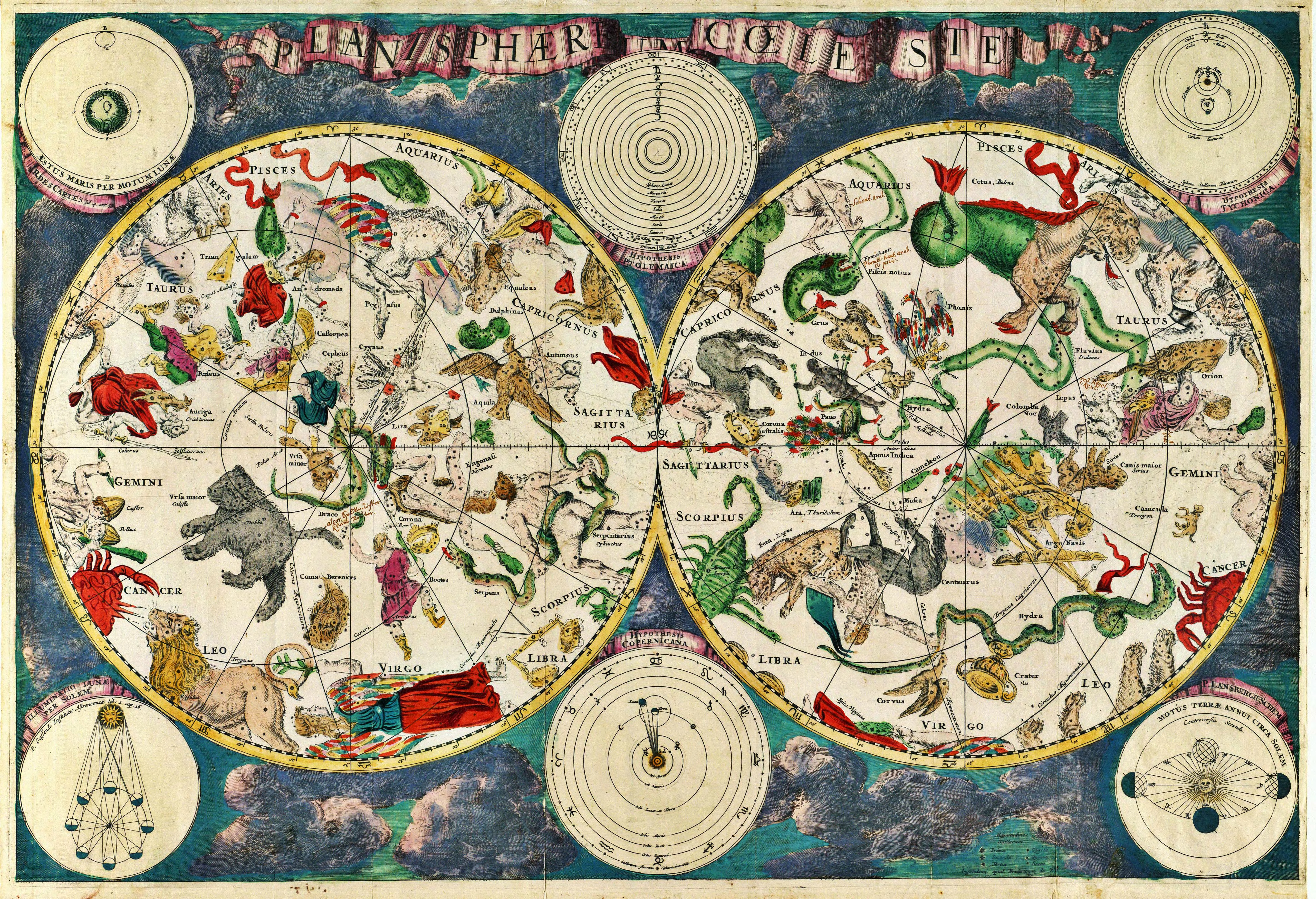
O hartă a cerului din secolul al XVII-lea, desenată de către cartograful olandez Frederik De Wit

Filozofia naturală, denumită și filozofia naturii (etimologie: din latinescul philosophia naturalis) a fost studiul naturii și al universului fizic. Aceasta a fost dominantă în perioada de dinaintea dezvoltării științei moderne. Este considerată ca fiind precursorul științelor, ca de exemplu al fizicii. 